# Anagarypus australianus
Anagarypus australianus är en spindeldjursart som beskrevs av William B. Muchmore 1982. Anagarypus australianus ingår i släktet Anagarypus och familjen gammelekklokrypare. Inga underarter finns listade i Catalogue of Life.